# Система единого передаваемого голоса
Система единого (единственного) передаваемого голоса, СЕПГ (англ. single transferable vote, STV) — избирательная система, достигающая пропорционального представительства без использования групповых избирательных списков. Избиратель получает набор кандидатов, избираемых в многомандатном округе, среди которых ему надо ранжировать кандидатов в порядке предпочтения, далее победители определяются таким методом счёта, который учитывает предпочтения так, чтобы обеспечить избрание всех тех, кто получит (с учётом передачи голосов) больше расчётной квоты для такого многомандатного округа.
Данная система часто используется в англоязычных странах: в некоторых выборах в Австралии, Великобритании, Индии, Ирландии, Мальты.

## Достоинства
Эта система минимизирует потери голосов избирателей, не получающих в итоге своего избранного депутата, то есть предоставляет для избирателей больше возможностей провести своих кандидатов, чем позволяет система партийных (групповых) списков, то есть при этом учитывает волю самих избирателей, а не волю тех, кто составляет такие групповые списки.
В частном случае одномандатного округа, эта система, по сути, сводится к «мажоритарно-преференциальной» или альтернативной избирательной системе; однако, существует схожая система, которая есть своего рода гибрид настоящей системы и метода Шульце, и в случае одномандатного округа сводится к последней. Достоинство её для одномандатного округа в том, что она проходит в один тур, не требует повторного голосования, снижает манипуляции организаторов выборов.

## Голосование

Пример бюллетеня по системе СЕПГ. Избиратель ранжирует нескольких кандидатов, указывая наиболее предпочтительных цифрами.

В рамках этой системы, избиратель подает свой голос, указывая наиболее предпочтительного кандидата, затем — второго по предпочтительности и т. д. То есть избиратель должен выражать свои предпочтения, напр., проставляя у имени кандидатов цифры 1, 2 и т. д., в порядке убывания предпочтительности (как на рисунке); либо проставляя отметку или закрашивая клетки таблицы, в которой ряды соответствуют кандидатам, а столбцы — порядку предпочтения; либо другим способом, который определяется формой бюллетеня.
Правила конкретных выборов могут устанавливать ограничения на минимальное или максимальное число кандидатов, которых может ранжировать избиратель — например, бюллетень может считаться действительным, только если в нём ранжированы все кандидаты. Кроме того, правила могут позволять или не позволять избирателю указывать для нескольких кандидатов одинаковый уровень предпочтения.

## Процедура подсчета

### Расчётная квота
На выборах СЕПГ кандидат считается избранным после того как наберет определённое число голосов, «квоту». Есть разные схемы расчёта квоты, наиболее точна квота Друпа (en:Droop quota) в виде:
{\displaystyle {\mbox{квота для избрания}}={\text{большееЦелоеОт}}\left({{\rm {\mbox{число действительных бюллетеней}}}+1 \over {\rm {\mbox{число распределяемых мандатов}}}+1}\right).}

Если число распределяемых мандатов равно 1, квота Друпа соответствует правилу «50% +1/2 голоса» (правило простого большинства). Более ранним вариантом счёта была квота Хэйра (Hare quota), она доказуемо не оптимальна, точнее обычно заведомо избыточна:
{\displaystyle {\mbox{квота Хэра для избрания}}=\left({{\rm {\mbox{число действительных бюллетеней}}} \over {\rm {\mbox{число распределяемых мандатов}}}}\right).}
Вышеуказанную точную расчётную квоту часто используют несколько округляя, что может вести к проблеме (нехватки голосов до квоты) при распределении последних мандатов, см.ниже.

### Определение победителей
На нулевом этапе для каждого кандидата считают число избирателей, отдавших этому кандидату первое, наиболее предпочтительное место. Это число является начальным текущим значением голосов, отданных за данного кандидата. Избрание кандидатов происходит в следующем порядке:
1. Кандидат, у которого текущее число голосов больше расчётной квоты или равно ей, считается избранным.
2. Если у избранного кандидата текущее число голосов оказывается больше квоты, то «излишек» голосов передается кандидатам, следующим за избранным в бюллетенях: если избранный кандидат является первым предпочтением в бюллетене, то излишек передается второму и т. д. Точный алгоритм передачи может отличаться для разных вариантов системы: к примеру, бюллетени, которые должны быть переданы, могут выбираться случайным образом. Однако, более точный метод это передача всех бюллетеней избранного кандидата, но с дробным «весом». Например, если квота равна 90, а избранный кандидат набрал 100 первых предпочтений, то излишек равен 10. Тогда передаются все 100 бюллетеней, но за каждый бюллетень, передаваемый кандидату, который является вторым предпочтением, этим кандидатам добавляется по 1/10 голоса. Разные варианты системы могут предполагать разные действия, когда кандидат, которому должен быть передан голос, сам уже избран. В наиболее простых вариантах такие кандидаты просто пропускаются, а голос передается следующему предпочтению (третьему и т. д.).
3. Затем, если ни у одного кандидата текущее число голосов не превышает квоту, то кандидат с наименьшим текущим числом голосов исключается из подсчета. При этом его голоса передаются следующим кандидатам. Возможны и иные варианты определения выбывающего (то есть минимально предпочитаемого) кандидата.
4. Передача голосов повторяется, пока не будут розданы все мандаты или же не будут исчерпаны все передачи голосов.
5. Важно: последний мандат может быть отдан последнему оставшемуся (после всех передач голосов) кандидату, даже если его конечное текущее число голосов несколько меньше расчётной квоты. Это случится, если взятая квота не оптимальна (завышена), однако при этом выборы всё же будут верны, если исходное число кандидатов строго больше числа мандатов.

Метод требует подсчёта бюллетеней не отдельно по избирательным участкам, но подсчёта с передачей голосов по бюллетеням, собранным воедино по всем участкам одного избирательного (многомандатного) округа. Это требует большей аккуратности подсчёта, чем при голосовании по групповым спискам. Даже при компьютерном счёте необходимо продумать, как сделать этот расчёт наглядным. Иначе есть риск протеста со стороны не понимающей части избирателей.

### Пример
Допустим, между кандидатами А-Д надо распределить 3 мандата, а каждый избиратель выдаёт первое и второе предпочтения. Пусть по результатам выборов голоса распределились так (П — проголосовало как за первое предпочтение; в столбцах А-Д — распределения вторых предпочтений для данного первого):
| Кандидат | П   | А  | Б   | В   | Г  | Д  |
| -------- | --- | -- | --- | --- | -- | -- |
| А        | 130 | -  | 60  | 40  | 25 | 5  |
| Б        | 100 | 65 | -   | 30  | 5  | 0  |
| В        | 75  | 10 | 55  | -   | 5  | 5  |
| Г        | 45  | 5  | 0   | 30  | -  | 10 |
| Д        | 10  | 5  | 5   | 0   | 0  | -  |
| Всего    | 360 | 85 | 120 | 100 | 35 | 20 |

Сперва вычисляется квота (по Друпу): (360+1)/(3+1)=90,25, округляемая вверх до 91. Её набрали два кандидата: А (с остатком 130-91=39) и Б (с остатком 100-91=9), они и займут два первых места. Добавочные голоса от вторых предпочтений будут сложены с коэффициентами 39/130=0,3 для голосов за А и 9/100=0,09 для Б. После перераспределения расклад голосов во втором туре подсчёта будет таким:
| Кандидат | Голоса                 |
| -------- | ---------------------- |
| В        | 75+0,3•40+0,09•30=89,7 |
| Г        | 45+0,3•25+0,09•5=52,95 |
| Д        | 10+0,3•5+0,09•0=11,5   |

Ни один из суммарных голосов не оказался больше квоты. Тогда перед 3-м туром следует удалить слабейшего (Д), пропорционально перераспределить голоса его вторых предпочтений среди оставшихся кандидатов и снова проверить суммы голосов на превышение квоты. Однако вторичные голоса за В и Г от избирателей, первично голосовавших за Д, равны 0 и 0. Поэтому в 3-м туре суммарные голоса за В и Г не увеличатся, и снова следует удалить слабейшего — Г. Единственный оставшийся кандидат В получает 3-й мандат.

## История
Концепция системы впервые предложена математиком Томасом Райтом Хиллом в 1821 году. На практике её применили в 1855 и 1856 годах в Дании для выбора Риксрода, а затем с 1866 по 1915 для выборов в верхнюю палату Риксдага.